# Chorthippus mollis
Chorthippus mollis är en insektsart som först beskrevs av Toussaint de Charpentier 1825.  Chorthippus mollis ingår i släktet Chorthippus och familjen gräshoppor.

## Underarter
Arten delas in i följande underarter:
- C. m. lesinensis
- C. m. mollis
- C. m. ignifer
- C. m. pechevi

## Bildgalleri

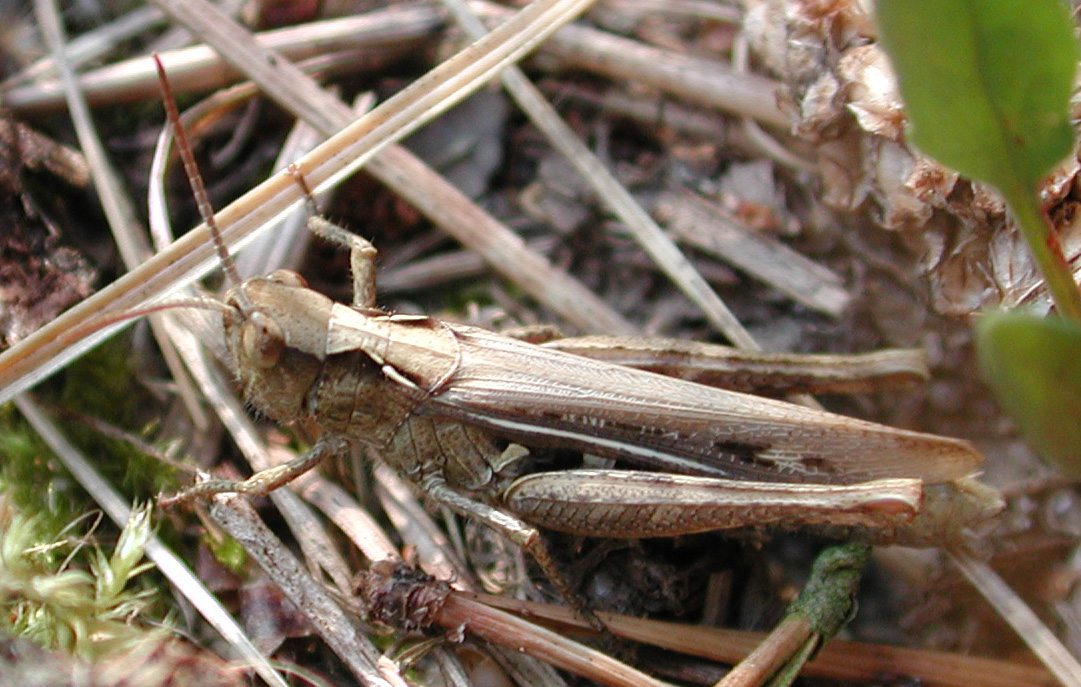
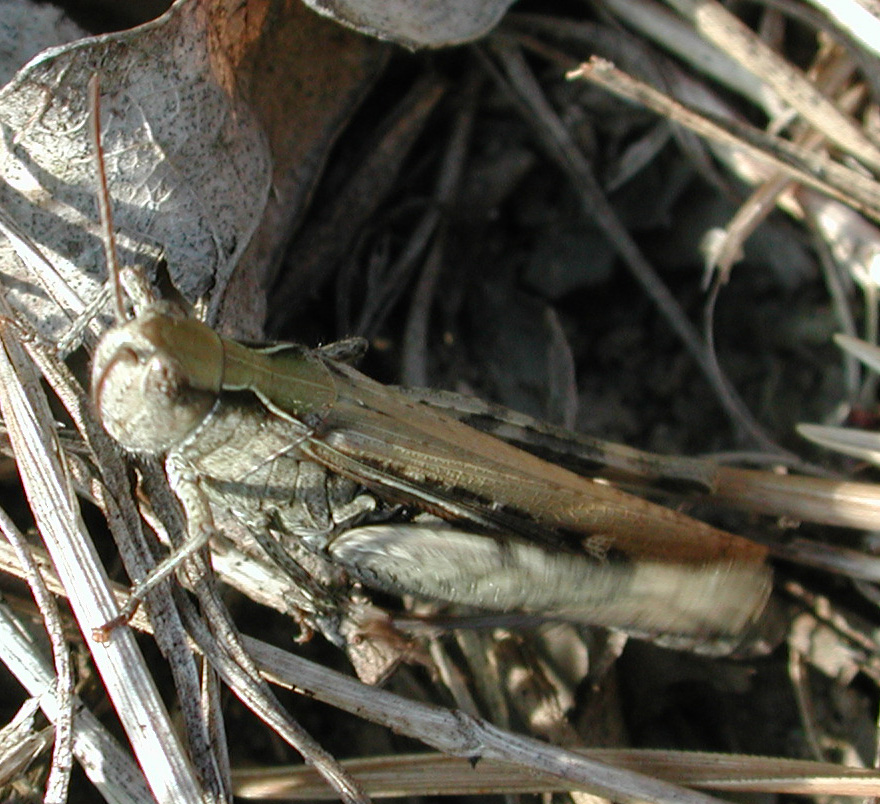
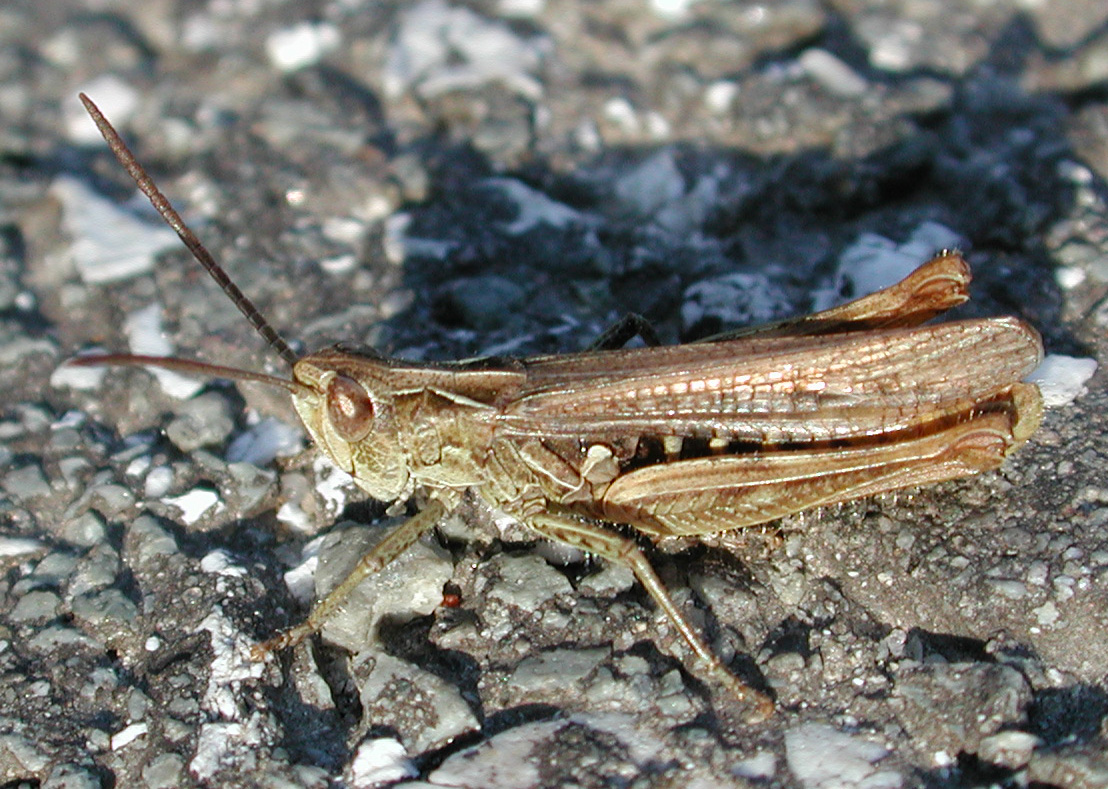
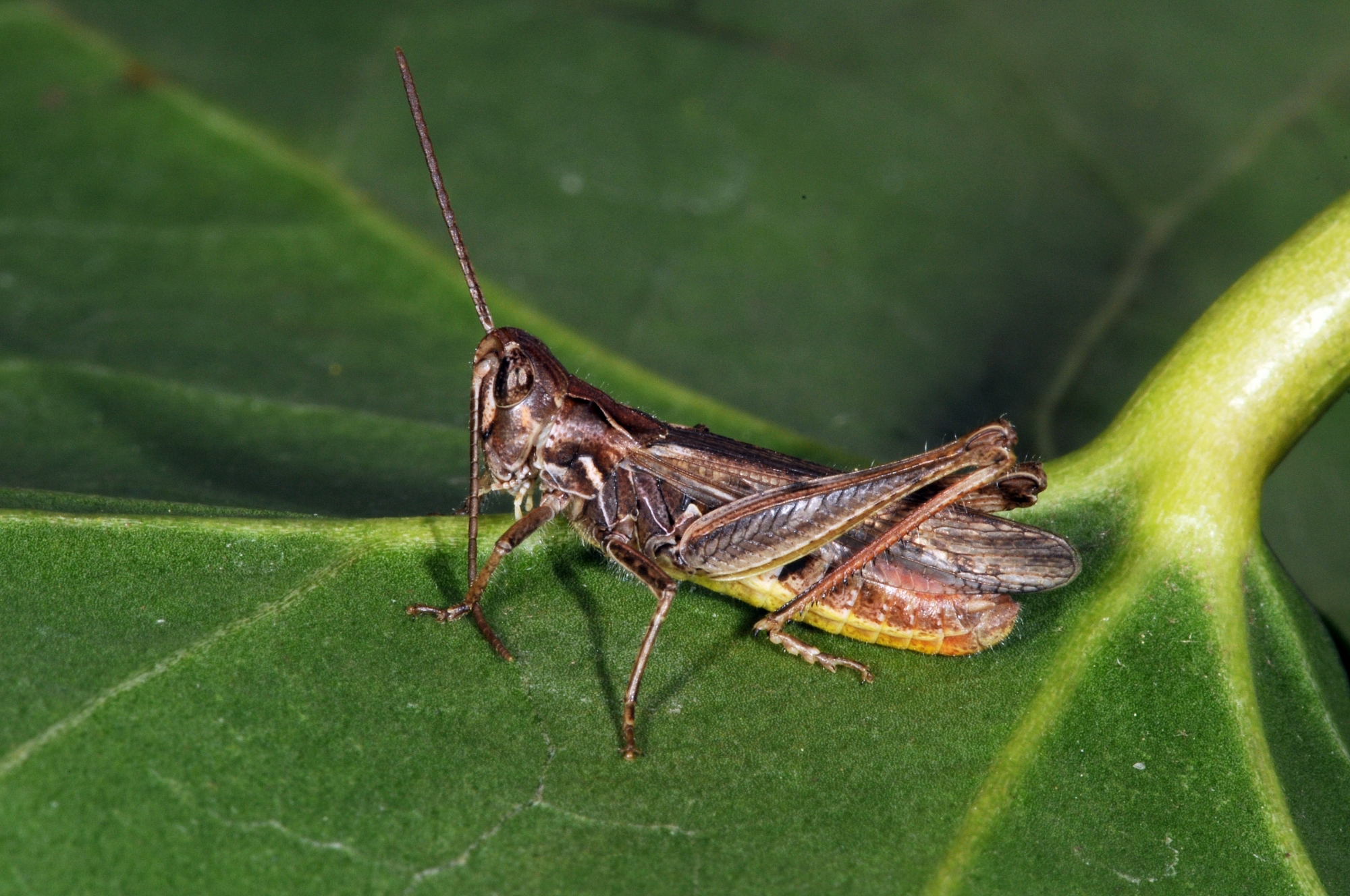
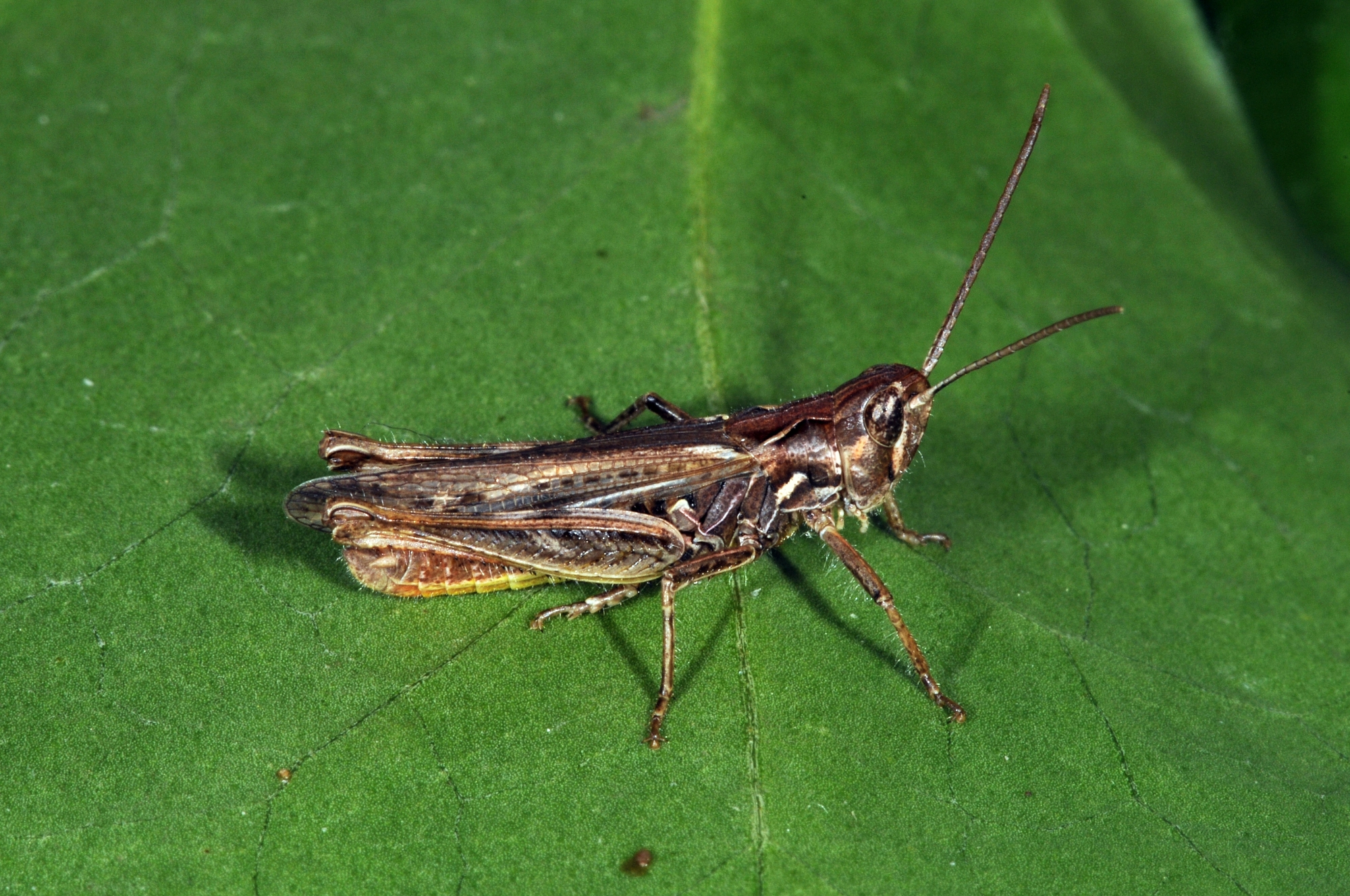
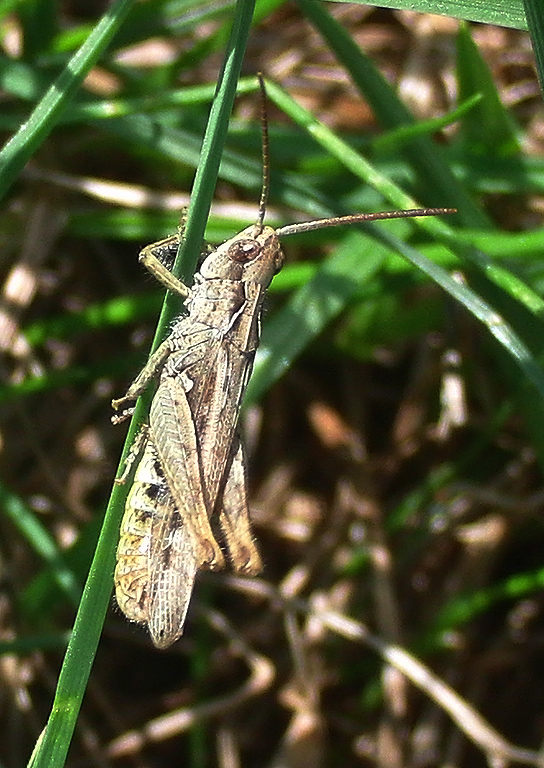